# Rodzina wielopokoleniowa

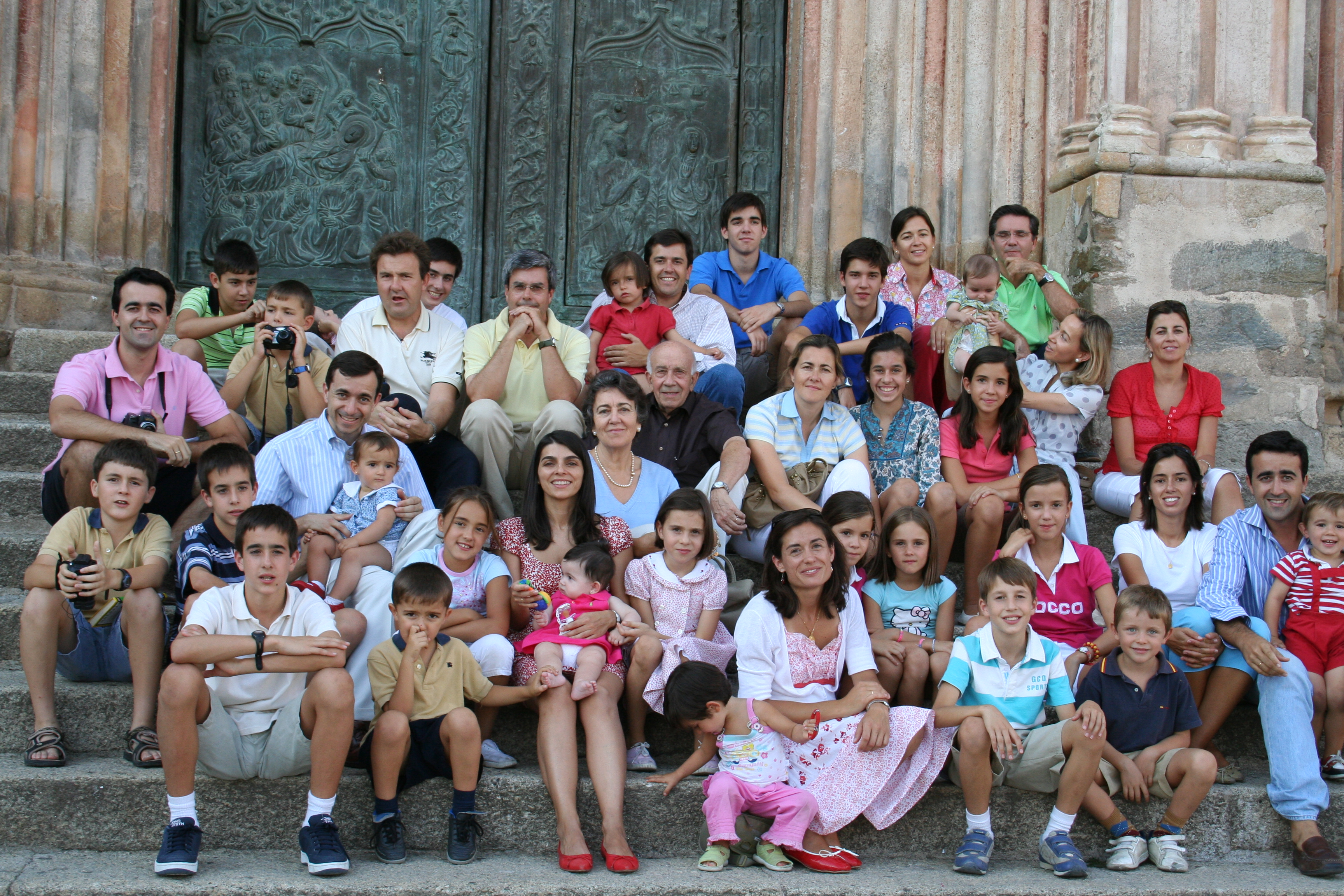
Hiszpańska rodzina wielopokoleniowa.

Rodzina wielopokoleniowa – rodzina składająca się z kilku generacji mieszkających we wspólnym domostwie; przeciwieństwo rodziny nuklearnej.